# シュンエイ (KOF)
シュンエイ（Shun'Ei）は、SNKおよびSNKプレイモアの対戦型格闘ゲーム『ザ・キング・オブ・ファイターズ』シリーズに登場する架空の人物。担当声優は大原崇。

## 概要
『ザ・キング・オブ・ファイターズ』（以下『KOF』）の本編シリーズ第14作目である『KOF XIV』（以下『XIV』）が初出のキャラクター。
『XIV』以降の本編シリーズでは彼を中心とした物語が展開される。『XIV』のソフトパッケージイラストや版権イラストでも新キャラクターで唯一人、シュンエイが草薙京や八神庵と同格に並びで描かれている。
『KOF XV』（以下『XV』）の発表において正式に彼が新シリーズの主人公であると明言された。

## キャラクター設定
幻影を操る少年。幼い頃、謎の力が原因で親に捨てられ、タン・フー・ルーの弟子として育てられる。八極聖拳の修行によって秘めた力の制御が可能になるが、本人は自身の持つ謎の力で他人を傷つけることを恐れている。口調は冷ややかで不遜だが、性格は熱血漢である。同門の明天君とは親友である。秘めた力を制御するために、戦闘中は常時ヘッドフォンを着用している。 
『XIV』ではタンと明天君とチームを組んでザ・キング・オブ・ファイターズに出場する。同作のチームストーリーでは、自身の兄弟子であるテリー・ボガードとアンディ・ボガードに無様な姿を見せられないと意気込んでいる。
『XV』ではタン・フー・ルーの代わりに二階堂紅丸を加えた3人で、「ヒーローチーム」を結成している。なお『XV』でタンは自分の代わりにシュンエイと明天君を京と組ませようとしたが、京は庵と神楽ちづるとチームを組むことになったため、代わりに紅丸がチームメイトになった。また『XV』のライバルチームの一員として登場するイスラとは共に「アンプスペクター」という超能力者である事実が判明する。ヒーローチームのエンディングにおいて、シュンエイの両親は彼を愛してはいたが、謎の力が原因で周囲に被害が及ぶためにタンに預けていたという過去が明かされた。

## 技の解説

### 特殊技
スカイアックス
前方にジャンプして回し蹴りを出す。

### 必殺技
スカーレットファントム
突進して赤い幻影の手で殴る。
アクアスピア
青い幻影の手で貫手をする。
ライジングイフリート
真上に赤い幻影の手で張り手をする。
ブラウウイング
空中で青い幻影の手で振り払う。
スラスタービジョン・前
赤いオーラを引いて空中で前進する。
スラスタービジョン・後
青いオーラを引いて空中で後退する。

### 超必殺技
ガイアニックバースト
赤と青の幻影の手を正面で組んで、大きな気弾を飛ばす。MAX版だと気弾が2発になる。
スペクターエクステンション
赤と青の幻影を纏いながら前方に勢いよく突進する。MAX版では更に反復して肘打ちで追撃する。

### CLIMAX超必殺技
デモリッシュディメンション
その場で真上に突進し、相手に当たると赤と青の幻影の手でパンチの連打を浴びせ、その後突進しながらオーラを纏ったパンチでとどめを刺す。
ファントムシンギュレーション
『XV』からの新技。赤と青の幻影の手で相手を打ち上げた後、突進しながら青の幻影の手で相手をすくい上げ、更に自身も相手めがけて飛び上がり、赤の幻影の手で強烈な一撃を食らわす。

## 背景
『XV』のメインイラストレーターを務めるナカタ トモヒロは、Twitterの投稿の中で、同作におけるシュンエイのデザインは前作『XIV』から大幅な変更はないものの、ややがっしりさせた体格にしたと明かしている。
また、ナカタは、ヘッドフォンなどの小道具が多いことや、柄ものの衣装を着ていたりと、作画に苦労するキャラクターのひとりとしてシュンエイを挙げている。

## 関連人物
- 明天君 - 同門にして親友
- タン・フー・ルー - 師匠、『XIV』でのチームメイト、『餓狼伝説』のキャラクター
- テリー・ボガード - 兄弟子、『餓狼伝説』のキャラクター
- アンディ・ボガード - 兄弟子、『餓狼伝説』のキャラクター
- 二階堂紅丸 - 『XV』でのチームメイト
- イスラ - 同じ力をもつ存在